# Höga kusten/Kvarkens skärgård
Höga kusten/Kvarkens skärgård (till 2008 kallat Kvarkens skärgård/Höga kusten) är ett världsarv i Finland och Sverige. Det utgörs av delar av Kvarkens skärgård och Höga kusten. 
Höga kusten består av ett område som omfattar 625 km² land och 800 km² hav, medan Kvarkens skärgård omfattar 292 km² land och 1652 km² hav. Kvarkens skärgård är uppdelat i två områden, ett större område som omfattar största delen av Replot, Björkö, Norrskär, Valsörarna, Mickelsörarna, Torgrund och Utgrynnan, samt ett mindre område längre söderut med Rönnskären, Bergögaddarna, Molpehällorna och en del av Halsön.

## Motivering
Höga kusten blev ett världsarv år 2000. Världsarvskommitténs motivering löd: 
| ” | Området är en av de platser i världen som upplever isostatisk upphöjning som ett resultat av deglaciationen. Den isostatiska återgången är väl illustrerad och tydligheten i området utgörs av den totala isostatiska upphöjningen som, med sina 294 meter, överstiger alla andra. Området är "typområdet" för forskning i isostatiska rörelser, fenomenet har först upptäckts och studerats här. | „ |

År 2006 utvidgades detta världsarv med Kvarkens skärgård i Finland. Världsarvskommitténs motivering för utvidgningen löd:
| ” | Kvarkens skärgård med sina 5600 öar och omgivande havsområde har enastående geologiskt värde på grund av två huvudorsaker. För det första är det ett område där landhöjningshastigheten är bland de högsta i världen. Landhöjningen är pågående och är kombinerad med stora förändringar i vattenområdena efter den senaste istiden. Kvarken är tillsammans med Höga Kusten, dess svenska motsvarighet på västra sidan av Bottniska viken, nyckelområden för att förstå de processer som är kopplade till jordskorpans respons på inlandsisens avsmältning. För det andra har Kvarkenområdet en säregen samling av istida landformer, såsom De Geer-moräner, vilka ger mer regional variation till landskapet skapat av inlandsisen och förstärker inskriptionen av Höga Kusten. | „ |

## Skyddade områden

### Finland
Kvarkens skärgård i Finland omfattar cirka 1940 km², varav 290 km² land och resten hav. Området ligger i de fem kommunerna: Korsholm, Korsnäs, Malax, Vasa och Vörå.
Cirka 60 % av området omfattas av andra naturskydd än världsarvet i sig.

### Sverige
Den svenska delen av världsarvet omfattar 1 425 km² skyddade områden. Dessa är:

#### Kramfors kommun
- Nordingrå naturskyddsområde
- Fågelskyddsområden
  - Grönviksflasen
  - Långskärsklubben
  - Skorporna
- Naturreservat
  - Gnäggen (2 ha)
  - Halsviksravinen (63 ha)
  - Herrestaberget (9 ha)
  - Högbonden (347 ha, därav 88 ha land)
  - Mjältön (147 ha)
  - Norrfällsviken (174 ha)
  - Omneberget (29 ha)
  - Rotsidan (115 ha)
  - Skuleberget (263 ha)
  - Storsands naturreservat (11 ha)
  - Storön (309 ha)
  - Villmyran (5,3 ha)

#### Örnsköldsviks kommun
- Skuleskogens nationalpark (2 868 ha)
- Fågelskyddsområden
  - Flasan
  - Gråbuten
  - Ratan
  - Värnsingsklubbarna
  - Västerskär-Mellanskär
- Naturreservat
  - Södra Ulvön (200 ha)
  - Balesudden (923 ha)
  - Hummelvik (252 ha)
  - Trysunda (1000 ha)
  - Skuleskogen (97 ha)
  - Vändåtberget (345 ha)
  - Ögeltjärn naturreservat (71,5 ha)

## Bildgalleri

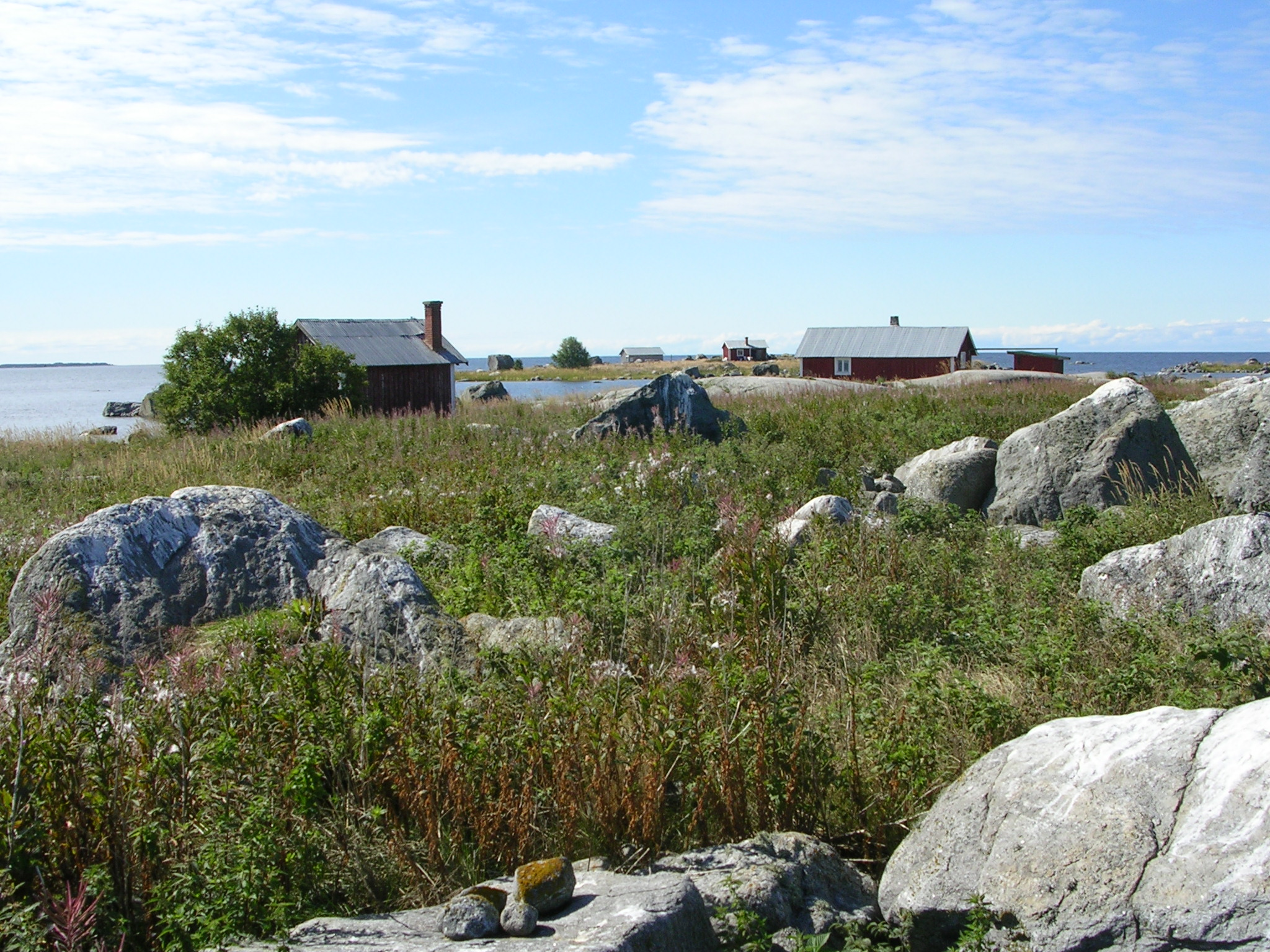
Replotskärgården.
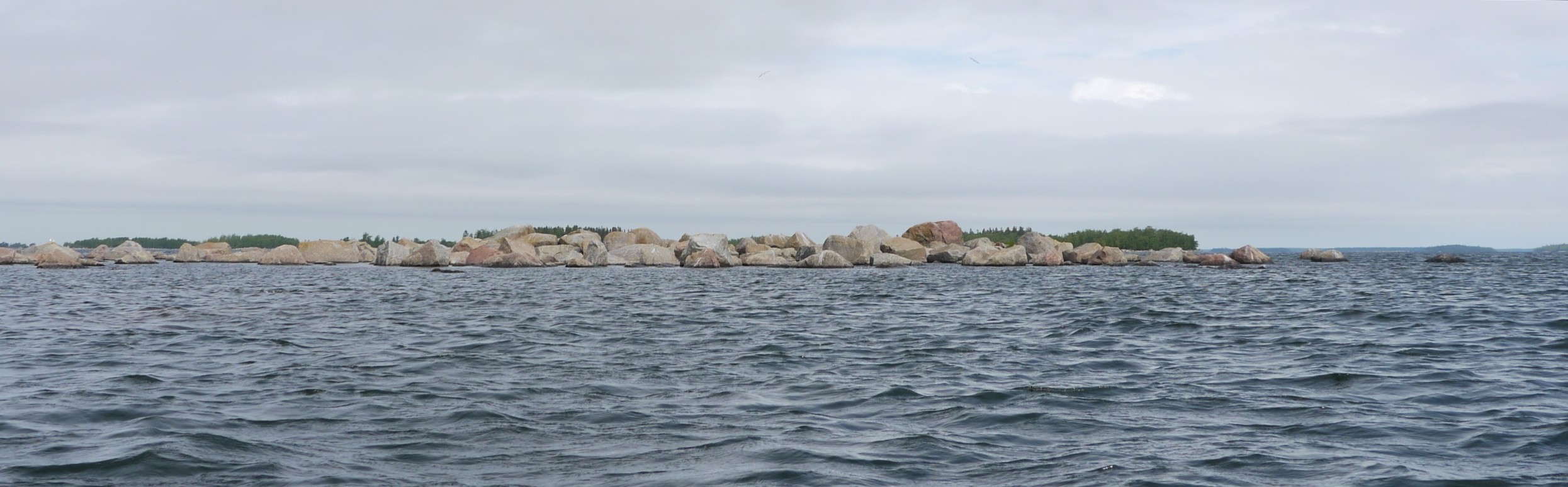
Bild på en ny ö i Kvarkens skärgård som bildats av landhöjningen.
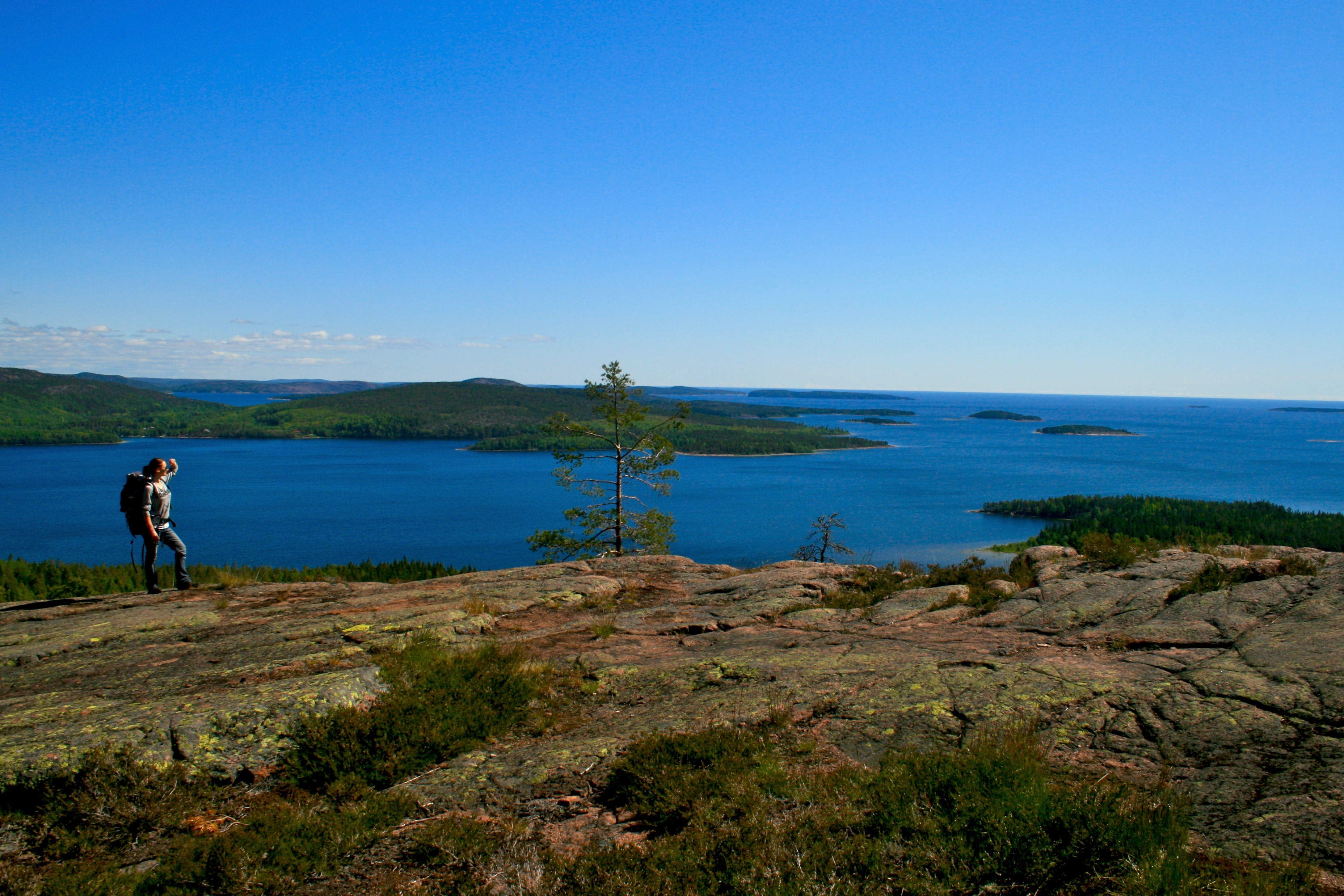
Utsikt från Slåttdalsberget i Skuleskogens nationalpark.
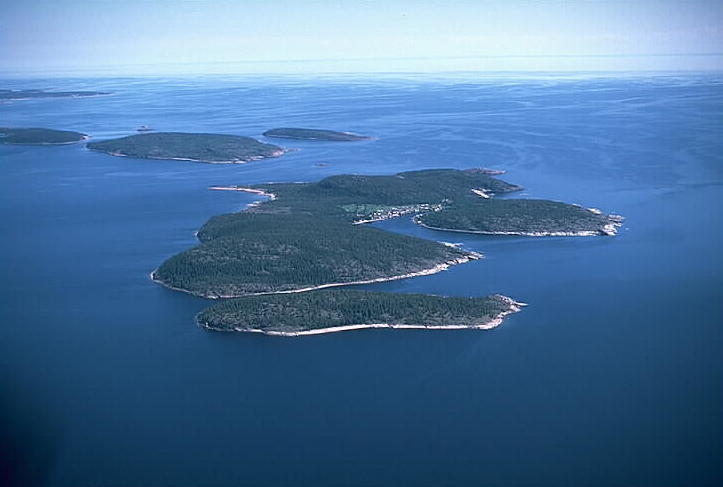
Flygfoto över Trysunda från 1988.